# Philiris refusa
Philiris refusa är en fjärilsart som beskrevs av Grose-smith 1894. Philiris refusa ingår i släktet Philiris och familjen juvelvingar. Inga underarter finns listade i Catalogue of Life.